# Queen's Gallantry Medal
De Queen's Gallantry Medal is een Britse onderscheiding. De medaille wordt voor moed toegekend. Binnen het Britse militaire decoratiestelsel neemt de medaille een bescheiden plaats in. De drager mag de letters QGM achter zijn of haar naam plaatsen.
Sinds de instelling werd de medaille al meer dan 1000 maal uitgereikt, meestal door de koningin ook wel door prins Charles die haar op investituren soms vervangt.
De criteria voor het toekennen van deze medaille zijn streng. Het Britse Koninklijk Besluit ("Warrant") spreekt van "exemplary acts of bravery". De medaille werd gesticht om in al de landen van het Gemenebest en in het bijzonder de landen waarvan Elizabeth II het staatshoofd is gebruikt te worden. Nu het staatsverband steeds losser wordt hebben de meeste landen eigen medailles ingesteld.
De medaille werd op 20 juni 1974 ingesteld door Elizabeth II van het Verenigd Koninkrijk. In 2012 werd de 1000e medaille uitgereikt.
De George Medaille is hoger en ook exclusiever. De Sea Gallantry Medal staat volgens sommige schrijvers als dapperheidsonderscheiding van de IIIe categorie evenzeer in aanzien en de
Queen's Commendation for Bravery en Queen's Commendation for Valuable Service in the Air zijn minder in aanzien dan deze medaille waarvan de bezitters de postnominale letters "QMG" mogen dragen.

## De aanleiding voor de instelling
Het Verenigd Koninkrijk heeft een groot aantal militaire en burgerlijke onderscheidingen voor dapperheid maar het systeem was verwarrend en ondoorzichtig. Er waren ook veel inconsequenties en lacunes. Op het op standsverschil en een groot onderscheid tussen officieren enerzijds en onderofficieren en manschappen anderzijds kwam steeds meer kritiek.
Op 20 juni 1974 verving de medaille niet alleen de Order of the British Empire for Gallantry ( een lint met een kleine zilveren eikentak op het lint), de oude Medaille van het Britse Rijk voor dapperheid en de Colonial Police Medal voor dapperheid. De British Empire for Gallantry werd vaker toegekend voor heldendaden die minder opzienbaren waren dan die waarvoor eenGeorge Medal werd uitgereikt. Tòch werd de British Empire for Gallantry voor de George Medaille gedragen omdat de eerste medaille verbonden was aan de Orde van het Britse Rijk. Het instellen van een Queen's Police Medal for Gallantry maakte een eind aan de anomalieën in het decoratiebeleid.
Toen in 1977 was besloten dat de Queen's Police Medal for Gallantry niet langer zou worden toegekend als een postuum eerbetoon moest het Koninklijk Besluit ter instelling van de George Medaille uit 1940 worden gewijzigd.
Wanneer een politieagent zijn dappere daad overleefde kreeg hij in de jaren 1954 tot 1977 een George Cross of George Medaille. Wanneer hij omkwam was er alleen de postuum toegekende Queen's Police medal for Gallantry. In 1977 was er voor bijzondere dapperheid het George Cross of de George Medaille. Voor minder in het oog springende moed was er de Queen's Gallantry Medal of de nederige zilveren palm van een Queen's commendation for Gallantry. Zo waren er vier gradaties in het belonen van moed.
De Britse regering kent de medaille toe voor "exemplary acts of bravery". De door de sektarische rellen zwaar beproefde Noord-Ierse politie, de Royal Ulster Constabulary werden 120 maal met de Queen's Medal for Gallantry onderscheiden.
In het conflict om de Falklandeilanden werd deze medaille binnen de marine en de mariniers achtmaal verleend waarvan eenmaal postuum. In de late 20e en 21e eeuw leverde de inzet van Britse troepen in Irak en Afghanistan veel nominaties en toekenningen van de Queen's Gallantry Medal op voor de Britse strijdkrachten. Toch is de onderscheiding hoofdzakelijk civiel van karakter.

## De medaille
- De ronde zilveren medaille heeft een diameter van 36 millimeter. Op de voorzijde is het gekroonde hoofd van de koningin afgebeeld.
- Op de keerzijde staat St. Edward's kroon boven de woorden 'The Queen's Gallantry Medal' en twee lauwertakken.
- Het lint is lichtblauw. wit en lichtblauw met een brede rode middenstreep.
- Een tweede of derde toekenning wordt aangeduid met een zilveren gesp op het lint. Op de gesp zijn lauwerbladeren afgebeeld.

Op de baton worden in zo'n geval een of meer kleine zilveren rozen gedragen.